# Itaubal
Itaubal là một đô thị thuộc bang Amapá, Brasil. Đô thị này có diện tích 1704 km², dân số năm 2007 là 3884 người, mật độ 1,98 người/km².